# 草铵膦
草铵膦（英語：Glufosinate），其铵盐草丁膦（phosphinotricin）是一种非选择性除草剂。其作用机理是干扰谷氨酸的生物合成及氨的解毒。